# Classe Iowa
A Classe Iowa constitui a última classe de couraçados construídos pela Marinha dos Estados Unidos. Os encouraçados da Classe Iowa foram encomendados no fim da década de 1930 e o projeto originalmente previa o Lançamento ao mar de seis navios (dois foram cancelados, ainda em construção). Lançados ao mar nos anos 1940, participaram de forma efetiva no teatro de operação do Pacifico durante Segunda Guerra Mundial, além disso, participaram da Guerra da Coreia, Guerra do Vietnã e conflitos no Oriente Médio. Durante a Guerra Fria foram os únicos encouraçados operacionais do mundo. Foram retirados de serviço no ano de 2006, quando ainda integravam a frota reserva da marinha americana.

## História
Preocupado com as crescentes hostilidades com o Japão e a grande expansão da Marinha Imperial Japonesa e o avanço alemão no Atlântico, o congresso americano aprovou no final da década de 1930 a construção de seis encouraçados da Classe Iowa, sucedendo a então Classe South Dakota. Quando entraram em serviço durante os últimos anos da Segunda Guerra Mundial, os encouraçados da Classe Iowa, foram designados para operar no Pacífico, principalmente a fornecer escolta de comboios e proteção aos porta-aviões americanos, além de executar bombardeios à costa e apoio a invasão por mar de territórios ocupados. No fim da guerra os encouraçados USS Iowa (BB-61), USS New Jersey (BB-62) e USS Wisconsin (BB-64) foram desativados e colocados na reserva operacional alegando-se estarem defasados e custosos demais para se manter em serviço. O USS Illinois e o USS Kentucky tiveram a construção cancelada. O USS Missouri foi o único que se manteve operacional no fim da guerra. Com a eclosão da Guerra da Coreia em 1950 os navios voltaram ao serviço e fizeram parte das Forças das Nações Unidas na luta contra os comunistas norte-coreanos, após o encerramento do conflito os encouraçados foram novamente baixados em 1955.
Em 1968, para ajudar a aliviar as perdas americanas na Guerra do Vietnã, bem como fornecer maior material bélico para a escalada na guerra, o USS New Jersey foi o escolhido para reintegrar a frota por estar em melhores condições. Ele voltou à ativa após ser modernizado e se tornou o único encouraçado ativo no mundo durante o período. Foi retirado novamente do serviço em 1970.
Na década de 1980, todos os navios da Classe Iowa foram reativados para integrar ao plano do então presidente Ronald Reagan em reconstruir as força armadas e de criar uma marinha com 600 navios. Todos os navios foram modernizados com aparelhagem mais moderna disponível na época para enfrentar a “guerra eletrônica ou moderna”, como sistemas CIWS, lançadores de mísseis de cruzeiro BGM-109 Tomahawk e antinavio RGM-84 Harpoon, além da inclusão de um heliponto. Suas missões nas décadas de 1980 e 1990 incluíram a intervenção americana na Guerra Civil Libanesa onde ocorreram bombardeios ao longo da costa, onde fizeram uso de seus enormes canhões de 406 mm. Participaram também da operação Tempestade no Deserto na primeira Guerra do Golfo lançando mísseis guiados de cruzeiro em posições inimigas e fazendo uso novamente de seus canhões.
Desativados mais uma vez no inicio da década de 1990 por conta dos seus altos custos de operação, os navios da Classe Iowa foram divididos em dois grupos: como reserva operacionais mantidos até o ano de 2006 (USS Iowa e USS Wisconsin) e aqueles doados para uso como navios museu (USS New Jersey e USS Missouri).

## Navios na classe
| Nº de amurada | Nome       | Estaleiro                   | Batimento de quilha    | Estado                                                 |
| ------------- | ---------- | --------------------------- | ---------------------- | ------------------------------------------------------ |
| BB-61         | Iowa       | New York Naval Shipyard     | 27 de junho de 1940    | Preservado como museu em Los Angeles                   |
| BB-62         | New Jersey | Philadelphia Naval Shipyard | 16 de setembro de 1940 | Preservado como museu em Camden                        |
| BB-63         | Missouri   | New York Naval Shipyard     | 6 de janeiro de 1941   | Preservado como museu em Pearl Harbor                  |
| BB-64         | Wisconsin  | Philadelphia Naval Shipyard | 25 de janeiro de 1941  | Preservado como museu em Norfolk                       |
| BB-65         | Illinois   | Philadelphia Naval Shipyard | 6 de dezembro de 1942  | Cancelado em 11 de agosto de 1942, desmanchado em 1958 |
| BB-66         | Kentucky   | Norfolk Naval Shipyard      | 7 de março de 1942     | Cancelado, desmanchado em 1959 em Baltimore            |